# Croton scaber
Croton scaber är en törelväxtart som beskrevs av Carl Ludwig von Willdenow. Croton scaber ingår i släktet Croton och familjen törelväxter. Inga underarter finns listade i Catalogue of Life.